# Bürgerverein Lengfeld
Der Bürgerverein Lengfeld ist ein eingetragener Verein, zur Wahrung der Interessen der 1978 nach Würzburg eingemeindeten Ortschaft Lengfeld, und zur bürgerschaftlichen Mitwirkung an der Verwaltung des Stadtteils. Er wird im amtlichen Register unter der Nummer VR 762 beim Amtsgericht Würzburg geführt.

## Entstehungsgeschichte
In den 1970er Jahren fanden zwischen der Stadt Würzburg und der damals selbständigen Gemeinde Lengfeld (damals ca. 6500 Einwohner) Gespräche zu einer Eingemeindung statt. Hauptgrund waren die stets umfangreicheren Vorgaben zur kommunalen Verwaltung sowie der zunehmende Wohnungsbedarf in der Stadt Würzburg. Zum 1. Januar 1978 wurde die Vereinigung vollzogen, auf Basis eines Eingemeindungsvertrags. Am 5. Juli 1978 fanden sich ca. 50 Lengfelder Bürger zusammen, um die Umsetzung der zugesicherten Leistungen der Stadt Würzburg zu verfolgen. Maßgeblich ist u. a. das Engagement von Pfarrer Wolfgang Rieser. Der Bürgerverein Lengfeld ist damit auch Vorbild für andere Bürgervereine der Region, z. B. den Bürgerverein Heidingsfeld oder der Bürgerverein Rottenbauer.

## Arbeitsfelder des Bürgervereins Lengfeld
Als Ziele nennt der Bürgerverein:
- Dass Lengfeld lebens- und liebenswert wird und bleibt
- Die Förderung des Gemeinschaftssinns
- Die überparteiliche Bündelung der Bürgeranliegen
- Das Vertreten dieser Belange gegenüber der Stadt als neutrales „Sprachrohr von Lengfeld“
- Parteiübergreifendes Bindeglied und gemeinsames Diskussionsforum für Zukunfts- und Gegenwartsprobleme

Eine gewisse personelle Nähe zum Ortsverband Lengfeld von Bündnis 90/Die Grünen wird aber in verschiedenen Medienberichten  und Social-Media-Einträgen erkennbar.
Der Bürgerverein engagiert sich insbesondere durch:
- Vertretung der Lengfelder Interessen gegenüber der Stadtverwaltung Würzburg, u. a. durch Beteiligung am Integrierten Städtebaulichen Konzept (ISEK) Würzburg-Lengfeld[13] oder Beteiligung am Radverkehrsbeirat der Stadt Würzburg und Veranstaltung eines Fahrradsonntags 2013[14] sowie durch Unterschriftenaktionen, z. B. gegen einen geplanten Stadionneubau[15] oder Fehlplanungen im Verkehrsnetz[16]

- Einmal jährlich verfasste „Lengfelder Erwartungen“, die die wesentlichen Probleme Lengfelds dokumentieren und mit Handlungsvorschlägen für die Stadtverwaltung ergänzt[17][18][19]
- Jährliche Aufräumaktion „Lengfeld räumt auf“ (zumeist am ersten Samstag im März, sofern das Wetter dies zulässt), mit ca. 50–80 Beteiligten jährlich[20][21][22][23][24]

- Weitere kulturelle und soziale Veranstaltungen, u. a. die Organisation eines monatlichen Bauernmarktes[25][26][27] und das Aufstellen eines Bücherschranks, zum kostenlosen Tausch von Lesematerial[28]

- Allgemein auch die Integration der neuzugezogenen Bürger in das Leben des Würzburger Stadtteils

Nach Möglichkeit wird die Zusammenarbeit mit weiteren Lengfelder Vereinigungen gesucht, z. B. der Werbegemeinschaft Lengfeld, den lokalen Sportvereinen usw.

## Organisation
Der Bürgerverein umfasst aktuell 174 Mitglieder sowie 24 kooptierte Vereine aus dem Stadtteil (Stand März 2019), was ungefähr 2 % aller 11.000 Einwohner Lengfelds entspricht. Er wird vertreten durch den Vorstand. Dieser besteht laut § 8f. der Satzung aus:
- Einem ersten Vorsitzenden

- Zwei stellvertretenden Vorsitzenden

- Einem Schriftwart

- Einem Kassenwart

Die Vorsitzenden des Bürgervereins Lengfeld sind/waren:
- Adolf Fenzl (1978–1980)
- Jürgen Gottschalk (1980–1982)[32]
- Dr. Kurt Illing (1982–1987)
- Dr. Wolf-Dieter Schmidt (1987–2006)[33]
- Andrea Angervoort-Baier (2006–2016)[34]
- Dr. Helena Illing (seit 2016)[35]

Mit der Mitgliederversammlung 2022 wurden die zunehmenden Probleme mit der Gewinnung aktiver Mitglieder deutlich.